# Populus davidiana
Populus davidiana is een populier uit wilgenfamilie (Salicaceae).
De soort wordt gerekend tot de subsectie van de tril- of ratelpopulieren (Trepidae). Het komt voor in China (provincies Anhui, Gansu, Guangxi, Guizhou, Hebei, Heilongjiang, Henan, Hubei, Hunan, Jiangxi, Jilin, Liaoning, Binnen-Mongolië, Ningxia, Qinghai, Shaanxi, Shanxi, Sichuan, Yunnan), Tibet, Rusland (Russisch verre oosten), Japan, Noord-Korea en Zuid-Korea. Aan deze laatste twee landen dankt de soort haar Engelse naam: Korean aspen

## Beschrijving

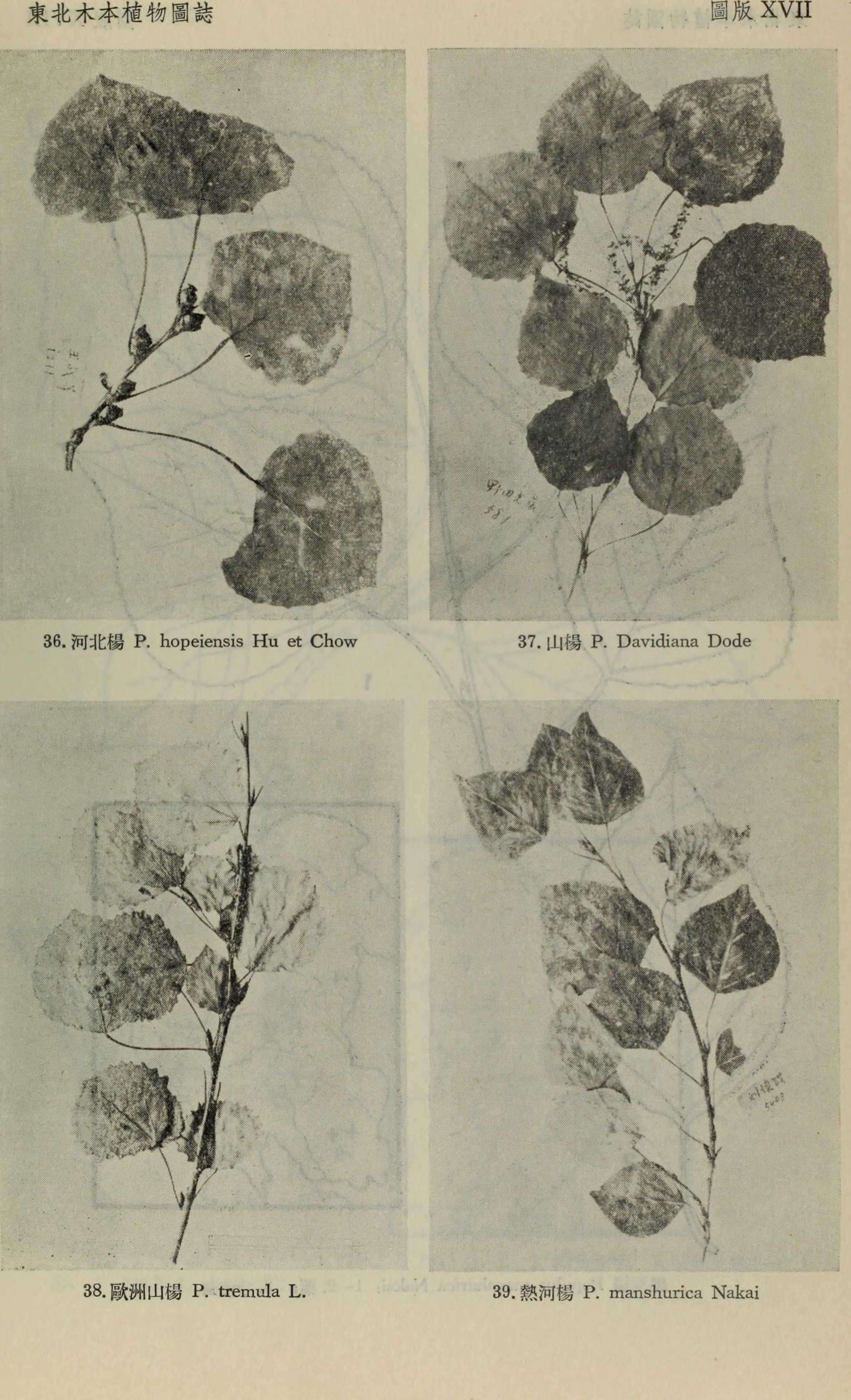
v.l.n.r P. hopelensis, P. davidiana, P. tremula en P. manshurica

Sommige auteurs beschouwen P. davidiana als een variant van P. tremula; P. tremula var. davidiana (Dode) C.K.Schneid. Duidelijk is dat er sprake is van een verwantschap tussen beide ratelpopulieren. 
De loofboom kan 25 m hoog worden met een bolvormige kroon. De schors is grijsachtig groen of grijsachtig wit, glad, maar ruw op het basale deel van de oude stam. De knoppen zijn eivormig/bolvormig, kaal en licht vochtig. Het blad heeft een afgerond / ondiep hartvormige basis met een spitse top. De boom is tweehuizig dat wil zeggen dat het of mannelijke  of vrouwelijke katjes  vormt. De mannelijk katjes zijn 5-9 cm groot, de vrouwelijk 4-7 cm. Na bestuiving door de wind worden doosvruchten gevormd gevuld met zaden.
... ·  
P. ×acuminata · 
P. adenopoda · 
P. afghanica · 
P. alba (Witte abeel) · 
P. angustifolia (Smalbladige populier) · 
P. balsamifera (Ontariopopulier) · 
P. ×berolinensis (Siberische balsempopulier) · 
P. ×canadensis (Canadapopulier) · 
P. candicans · 
P. ×canescens (Grauwe abeel) · 
P. cathayana · 
P. davidiana · 
P. deltoides (Amerikaanse populier) · 
P. euphratica · 
P. fremontii · 
P.  grandidentata (Grofgetande populier) · 
P. guzmanantlensis ·  
P. heterophylla (Hartbladige populier) · 
P. ilicifolia · 
P. ×interamericana (Zwarte balsemhybride) · 
P. ×jackii · 
P. koreana · 
P.  lasiocarpa (Ruwe populier) · 
P. laurifolia (Laurierpopulier) · 
P. maximowiczii (Koreaanse balsempopulier) · 
P. mexicana · 
P. nigra (Zwarte populier) · 
P. nigra var. italica (Italiaanse populier) · 
P. rotundifolia · 
P. sieboldii · 
P. simonii (Chinese balsempopulier) · 
P. suaveolens · 
P. szechuanica · 
P. ×tomentosa ·  
P. tremula (Ratelpopulier) · 
P. tremuloides (Amerikaanse ratelpopulier) · 
P. trichocarpa (Zwarte balsempopulier) · 
P. tristis · 
P. wilsonii (Wilsonpopulier) · 
P. yunnanensis · 
...